# لیندیل (یوتا)
لیندیل (به انگلیسی: Lynndyl) شهری در ایالت یوتا کشور ایالات متحده آمریکا است که جمعیت آن در سرشماری سال ۲۰۱۰ میلادی، ۱۰۶ نفر بوده‌است.